# Coronarografia

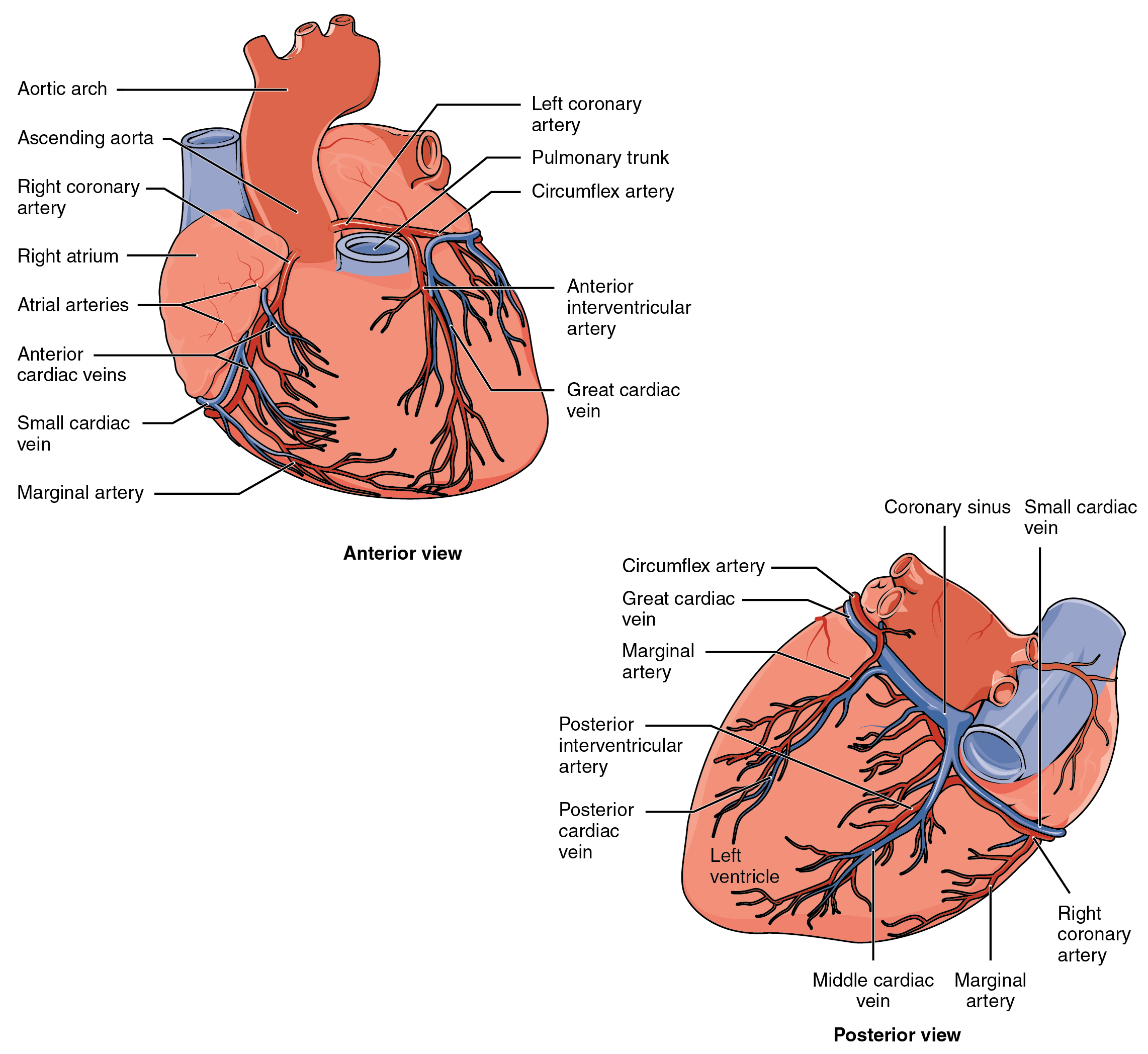
Schema dell'anatomia della coronaria destra e sinistra

La coronarografia (o angiografia coronarica) è una procedura di tipo invasivo che consente di visualizzare direttamente le arterie coronarie che distribuiscono sangue al muscolo cardiaco. La metodica è un'indagine interventistica transcatetere, cioè si esegue per mezzo del cateterismo cardiaco; ha finalità sia diagnostiche sia terapeutiche. Le immagini radioscopiche fornite dalla coronarografia vengono registrate su supporto informatico e archiviate. La loro interpretazione viene effettuata visualmente dal Cardiologo emodinamista.

## Descrizione
Lo scopo della coronarografia è di mettere in evidenza la presenza di occlusioni, stenosi (restringimenti), restenosi, trombosi, aneurismi (dilatazioni) del lume delle arterie coronarie: il mezzo di contrasto iniettato fornisce un'immagine a stampo dei vasi, mentre la struttura delle pareti deve essere studiata con altre tecniche associate come l'ecografia intracoronarica (Intravascular ultrasound o IVUS).
Alla cateterizzazione delle coronarie, se indicata, viene a volte associata l'angiografia delle camere del cuore e la misurazione delle pressioni endocavitarie: in questo modo possono ottenersi informazioni sulle dimensioni degli atri, ventricoli e grandi vasi, sulla funzione globale e segmentaria dei ventricoli, sulla presenza di malattie dei lembi valvolari (stenosi o insufficienza), sul valore delle pressioni intravascolari che non potrebbero essere misurate direttamente in maniera non invasiva.
È possibile anche lo studio funzionale delle placche aterosclerotiche coronariche per mezzo del calcolo della riserva di flusso frazionale (Fractional flow reserve o FFR). Il FFR confronta la pressione a valle della stenosi con quella a monte e dà una stima quantitativa del grado di restringimento del vaso, confermando o meno il dato della visualizzazione soggettiva dell'operatore. Ciò ha permesso di limitare le procedure di trattamento delle stenosi solo ai casi in cui sono emodinamicamente significative.
La coronarografia è quindi una metodica invasiva (se pur minimamente), con impiego di mezzo di contrasto iodato e esposizione ai raggi X. L'uso principale è la diagnostica e il trattamento diretto dell'aterosclerosi delle arterie del cuore.

## Storia
La tecnica angiografica fu sviluppata inizialmente dal medico portoghese Egas Moniz all'Università di Lisbona per visualizzare la circolazione del cervello per mezzo dei raggi X e con l'aiuto di mezzo di contrasto introdotto con un catetere (angiografia cerebrale).

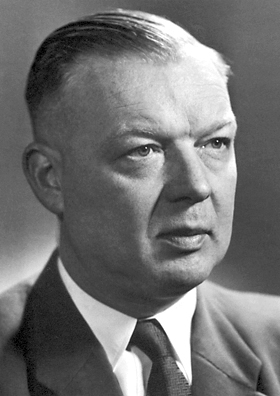
Il premio Nobel Werner Forssmann

La cateterizzazione del cuore fu eseguita per la prima volta dal medico tedesco Werner Forssmann, che inserì un tubicino di plastica per urologia nella propria vena del braccio e lo guidò verso le cavità destre del cuore: per conservare una prova della sua sfida pionieristica, realizzò un'immagine radiografica e la pubblicò il 5 novembre 1929 col titolo "Über die Sondierung des rechten Herzens" (Sul cateterismo del ventricolo destro).
Nei primi anni '40, Andrè Cournand, in collaborazione con Dickinson Richards, eseguì delle misurazioni più sistematiche dell'emodinamica del cuore. Per la loro realizzazione del cateterismo cardiaco e per gli studi emodinamici, Cournand, Forssmann e Richards condivisero il Premio Nobel per la medicina e la fisiologia nel 1956.
Nel 1953 il radiologo Sven Ivar Seldinger scoprì una tecnica semplice e sicura per introdurre un catetere in un vaso in modo cosiddetto "percutaneo", cioè senza incisione chirurgica della cute, ma solo con la puntura diretta del vaso attraverso la cute.
Nel 1960 F. Mason Sones, un cardiologo pediatra alla Cleveland Clinic, accidentalmente iniettò il mezzo di contrasto radiologico in un'arteria coronarica anziché nel ventricolo sinistro. Sebbene il paziente, un ventisettenne affetto da malattia reumatica, ebbe un arresto cardiaco reversibile, Sones e colleghi svilupparono ulteriormente la procedura. A loro è stata accreditata la scoperta della coronarografia. Nel 1966 Sones pubblicò una serie di 1000 pazienti studiati con la coronarografia. Mason sviluppò anche le tecniche radioscopiche per registrare la procedura, le tecniche di amplificazione ottica dell'immagine e la chimica dei mezzi di contrasto intravascolari.
Fin dagli inizi degli anni '70, in seguito al lavoro pionieristico del 1964 di Charles Dotter e di Melvin P. Judkins e soprattutto per merito di Andreas Roland Grüntzig nel 1977, il cateterismo delle arterie coronarie è stato esteso anche all'uso terapeutico, oltre che diagnostico: il trattamento fisico con angioplastica con palloncino dell'angina pectoris (meno invasivo di quello cardiochirurgico), il trattamento dell'infarto cardiaco in fase acuta prima del completamento del danno del miocardio, la ricerca per la migliore comprensione della malattia delle arterie coronariche e dell'aterosclerosi.
Il primo stent coronario fu impiantato dal cardiologo francese Jacques Puel a Toulouse, in Francia, il 28 marzo 1986. Nel suo report lo indicava col nome di endo-prothèses coronariennes auto-expansives.

## Modalità di esecuzione della coronarografia

### Tecnica di Seldinger

puntura dell'arteria
introduzione della guida metallica
rimozione dell'ago
dilatatore
inserimento del catetere sulla guida
catetere a tre vie in posizione, dopo rimozione della guida

La coronarografia si svolge in un ambiente apposito, denominato "laboratorio di emodinamica", in condizioni di sterilità. Questo laboratorio è caratterizzato dalla presenza, al suo interno, di una strumentazione radiologica dedicata allo studio del cuore in movimento (studio dinamico del cuore) e di tutte le attrezzature necessarie ad affrontare le eventuali complicanze che possono insorgere durante la procedura. 
L'esame, eseguito in anestesia locale, non comporta dolore e si svolge grazie all'introduzione di un catetere attraverso un accesso creato o a livello inguinale nell'arteria femorale o a livello del braccio nell'arteria radiale. Dopo un breve viaggio il catetere verrà posizionato in prossimità della valvola aortica dove hanno sede le due arterie coronarie principali: l'arteria coronaria sinistra e quella di destra.
Successivamente, attraverso apposite punte, verrà introdotto all'interno delle coronarie un liquido radio-opaco (mezzo di contrasto) in modo da poterle visualizzare su uno schermo attraverso una radiografia dinamica. Nel momento di iniezione del mezzo di contrasto, il paziente può avvertire un senso di calore, che non ha alcun significato avverso e che di solito cessa dopo pochi secondi. La durata dell'esame è di circa 30 minuti, e al termine viene applicata sulla sede di inserzione del catetere una medicazione compressiva che serve ad evitare la formazione di un ematoma e che deve essere mantenuta in sede per circa 24 ore, per permettere la perfetta chiusura del punto di inserzione del catetere.
Il cardiologo emodinamista potrà vedere in diretta lo stato dell'albero coronarico, valutandone l'eventuale compromissione dovuta a stenosi o a occlusioni e decidendo in quel momento la terapia più adatta. Durante l'esame è anche possibile valutare la presenza di disfunzioni valvolari e di alterazioni della contrattilità del ventricolo sinistro.

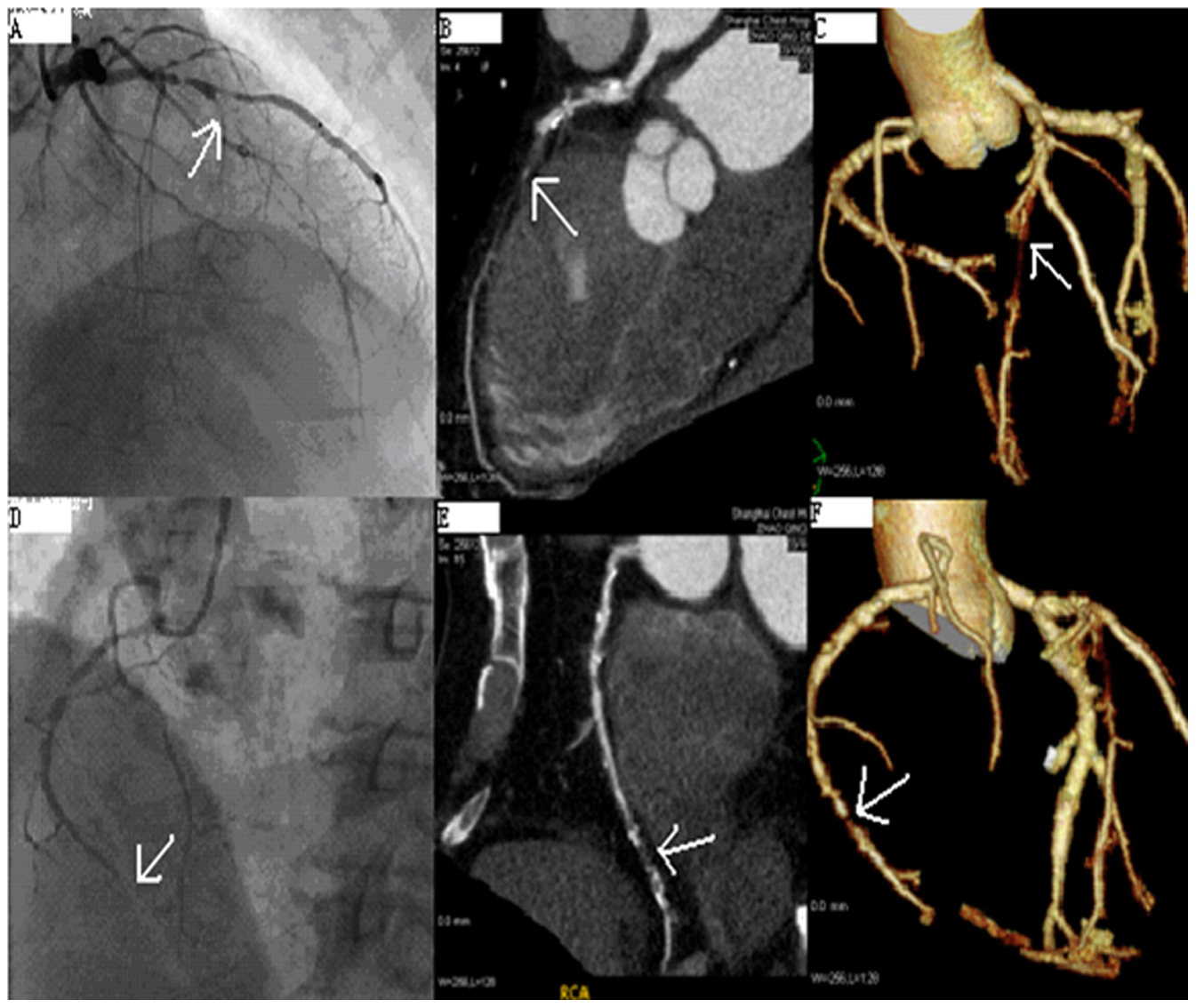
Immagini coronarografiche di stenosi della coronaria destra e sinistra (a sinistra): immagini delle stesse coronarie alla TAC coronarica multistrato (al centro) e ricostruzione tridimensionale (a destra)

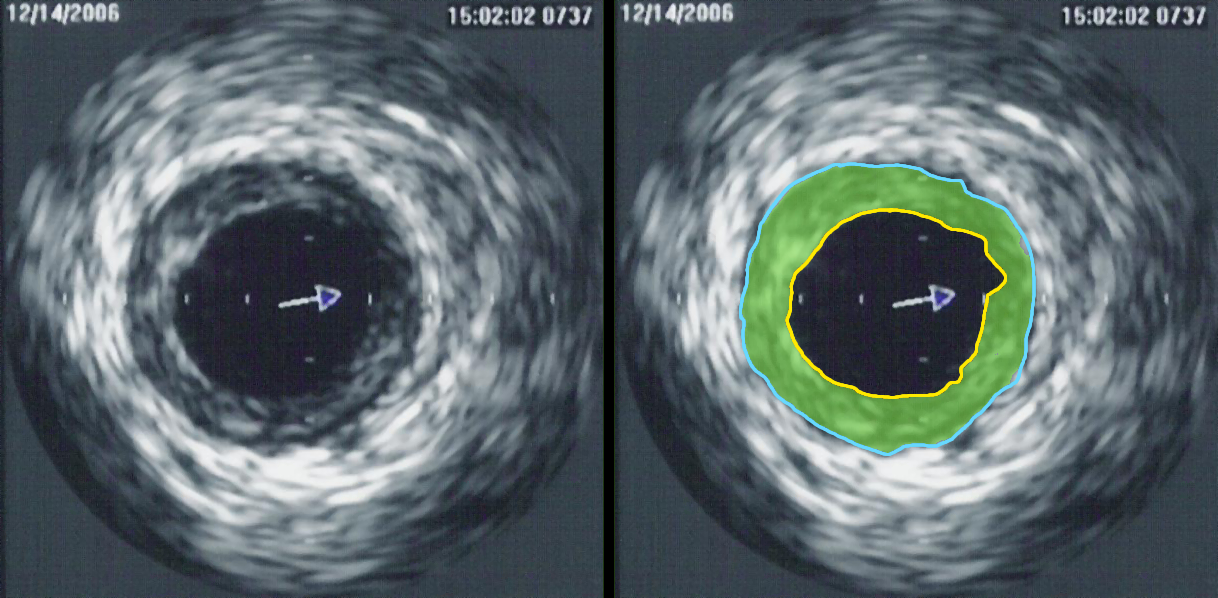
Immagine della struttura della parete vasale fornita dalla ecografia intracoronarica. Il giallo indica il lume della coronaria, il celeste la lamina elastica esterna, il verde la placca aterosclerotica

## Attività interventistica
Se si rileva una stenosi meritevole di intervento, l'équipe emodinamica opera sul vaso malato una angioplastica seguita solitamente dall'impianto di uno stent (protesi metallica preposta a mantenere la pervietà del vaso).

## Procedura pre-operatoria
Oltre a scopi curativi la coronarografia è anche utilizzata come procedura pre-operatoria per definire il grado di malattia coronarica e quindi per preparare in anticipo l'intervento di by-pass.

## Complicanze
Come tutti i cateterismi cardiaci e vascolari (cioè come tutte le metodiche che prevedono l'inserimento di sonde all'interno dei vasi e del cuore), la coronarografia non è priva di rischi. In teoria le sonde possono apportare lesioni alle strutture attraversate, con conseguenti perforazioni, emorragie, trombosi o embolie. Nel caso specifico inoltre, poiché sono incannulate le arterie coronariche, si possono favorire fenomeni occlusivi coronarici con conseguenti ischemie. In pratica, tuttavia, queste complicanze si verificano rarissimamente e ormai la metodica viene eseguita di routine: come in qualsiasi procedura interventistica è prevista la firma di un documento di consenso.
La complicanza più comune è la comparsa di un ematoma nella sede di puntura, di solito in regione inguinale con l'accesso femorale o radiale se l'accesso fosse dal braccio: in genere è privo di problematiche severe e si riassorbe nel giro di pochi giorni. 
Il liquido di contrasto, che viene naturalmente eliminato dai reni, può avere potenziali effetti tossici sul tessuto dell'organo emuntore, specie con l'avanzare dell'età del paziente. Per rimuovere tale problema si inizia un'idratazione parenterale prima dell'esame e la si prosegue nelle due-tre ore successive, accelerando così l'eliminazione del contrasto, e controllando la funzionalità renale.

## Tecniche alternative
La TAC coronarica è una tecnica meno invasiva della coronarografia, poiché evita l'inserimento di cateteri endocavitari, ma espone il paziente ugualmente alla somministrazione di mezzo di contrasto radiologico e alla esposizione ad una dose non trascurabile di raggi X. Essa permette la visualizzazione delle arterie epicardiche e la ricostruzione tridimensionale dell'albero arterioso coronarico, la stima della quantità di calcio coronarico, la valutazione delle dimensioni e funzione del ventricolo sinistro. La tecnica ha la notevole limitazione di essere solo diagnostica, perché l'operatore non può eseguire nessun trattamento, come l'angioplastica e l'inserimento di stent.